# Powiat Keta (Tottori)
Powiat Keta (jap. 気多郡 Keta-gun) – dawny powiat w Japonii, w prefekturze Tottori.

## Historia

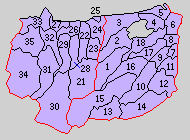
Powiat Keta (21–35 – 1889 r.)

W pierwszym roku okresu Meiji na terenie powiatu znajdował się 1 zajazd i 81 wiosek.
Powiat został założony 12 stycznia 1879 roku. Wraz z utworzeniem nowego systemu administracyjnego 1 października 1889 roku powiat Keta został podzielony na 15 wiosek: Shikano, Mizuho, Mitsumoto, Hōki, Sakenotsu, Seijō, Yatsukami, Katsutani, Ōsaka, Kowashigawa (小鷲河村), Hioki, Hiokidani, Aoya, Kachibe i Nakanogō.
1 kwietnia 1896 roku powiat Keta został włączony w teren nowo powstałego powiatu Ketaka. W wyniku tego połączenia powiat został rozwiązany.